# ケストヘイ

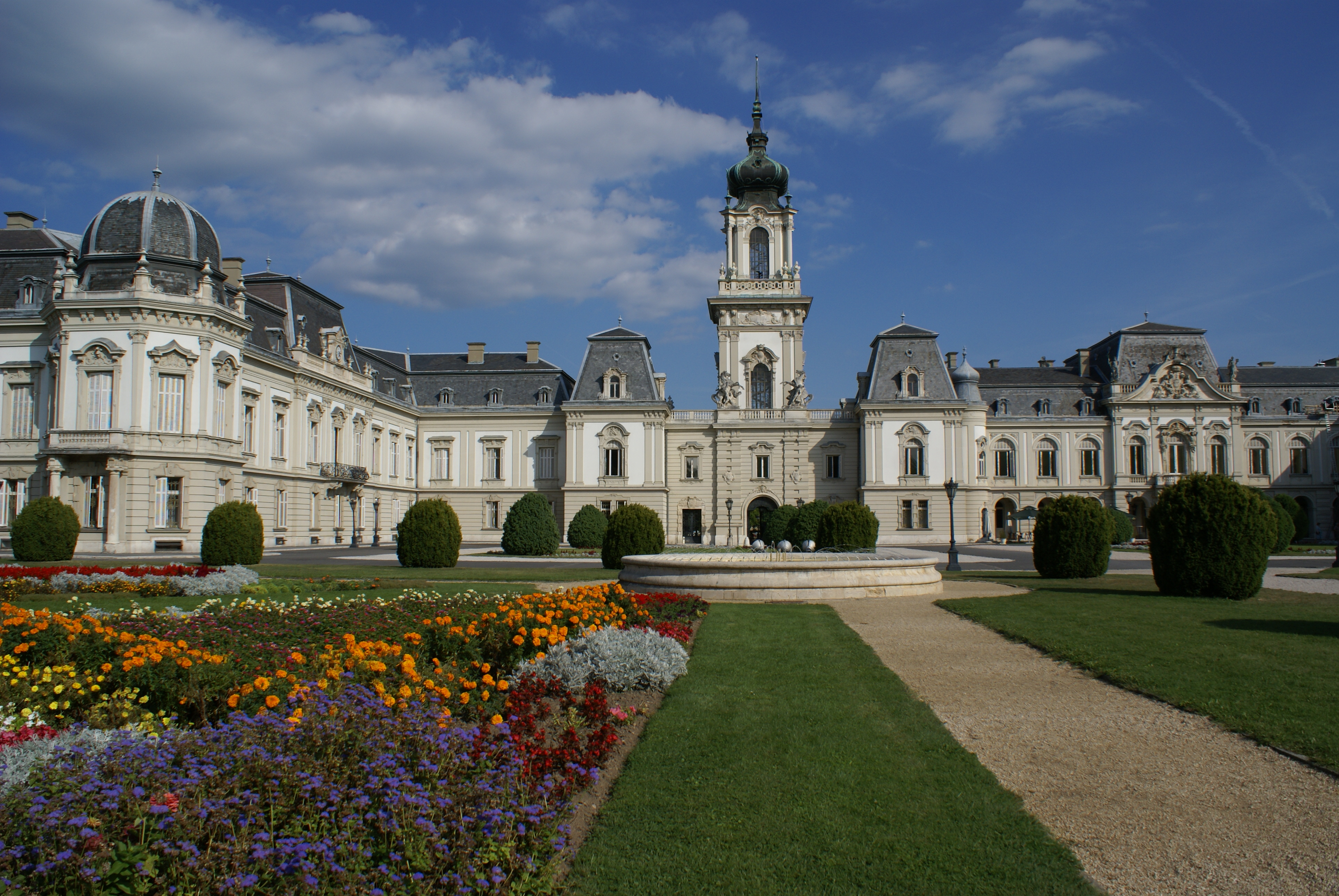
フェシュテティッチ宮殿

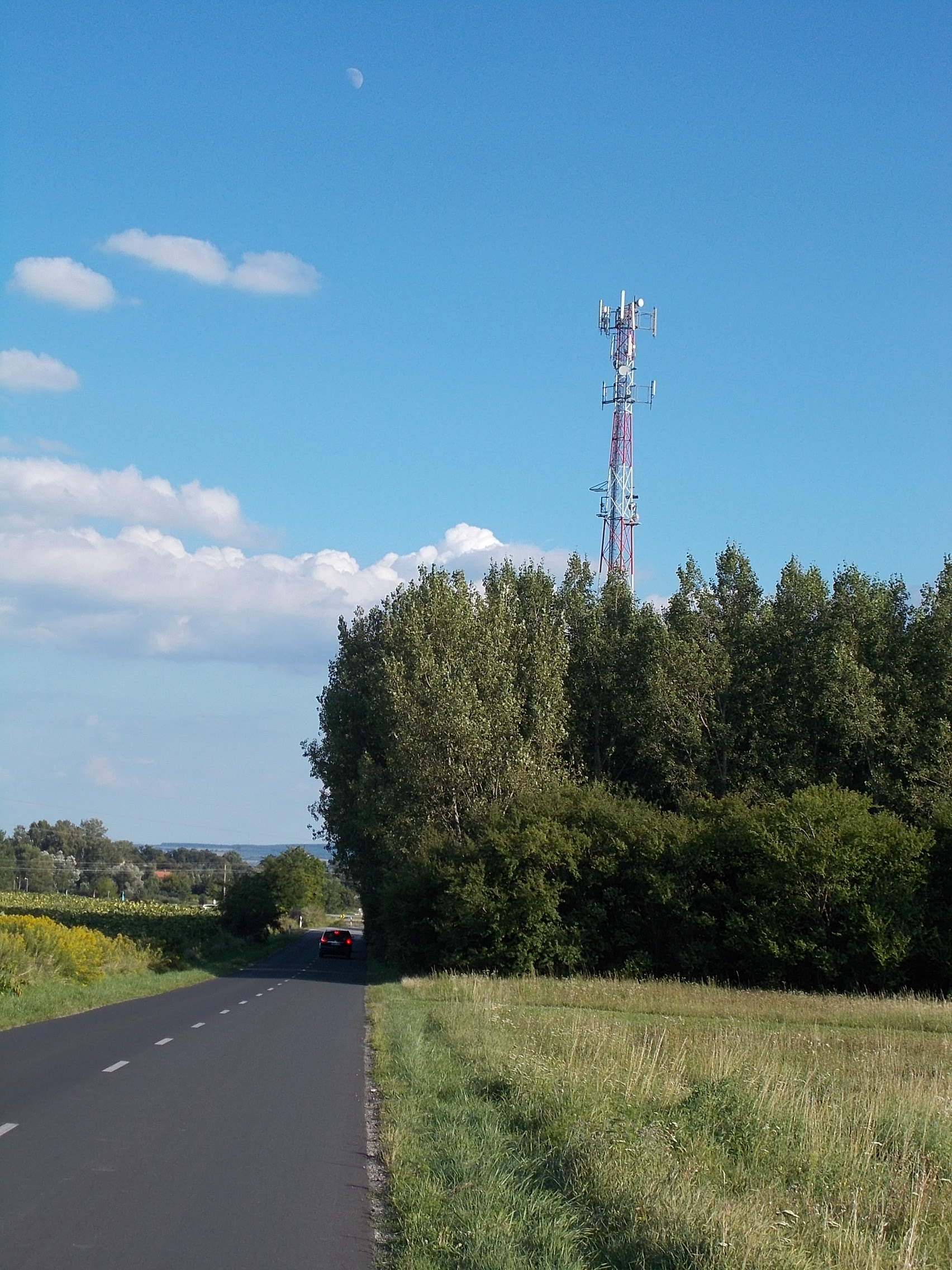
2016年

ケストヘイ（ハンガリー語: Keszthely）はハンガリーのザラ県にある都市である。

## 概要
- ハンガリーの最大の湖バラトン湖沿いにあり、観光名所にはバラトン湖周辺の自然及び湖をめぐる航海の歴史を知るバラトン博物館（ハンガリー語版）・ヨーロッパ発の農業大学の歩みを伝えるゲオルギコン・マヨル博物館[1]・馬車博物館、ハンガリー聖母教会・ヘリコン公園内にはヘリコン記念碑、バラトン湖沿いにはパビリオン遊歩道[2]・温泉湖ベーヴィーズ[3]がある。
- 人気なのは17世紀にオスマントルコから逃れ、クロアチアから移住した名家フェシュテティッチ家（英語版）で、1745年に建造したフェシュテティッチ宮殿（英語版）[4]。
- 作曲家カール・ゴルトマルクの出身地である[5]。